# Ehemaliges Ursulinenkloster Düsseldorf
Das Ursulinenkloster in Düsseldorf befand sich auf der Ritterstraße in Düsseldorf, geführt von dem Konvent der Ursulinerinnen (Ordo Sanctae Ursulae), bis in die jüngste Zeit hinein ein so genannter Schulorden und Begründer des St.-Ursula-Gymnasiums.

## Gebäude

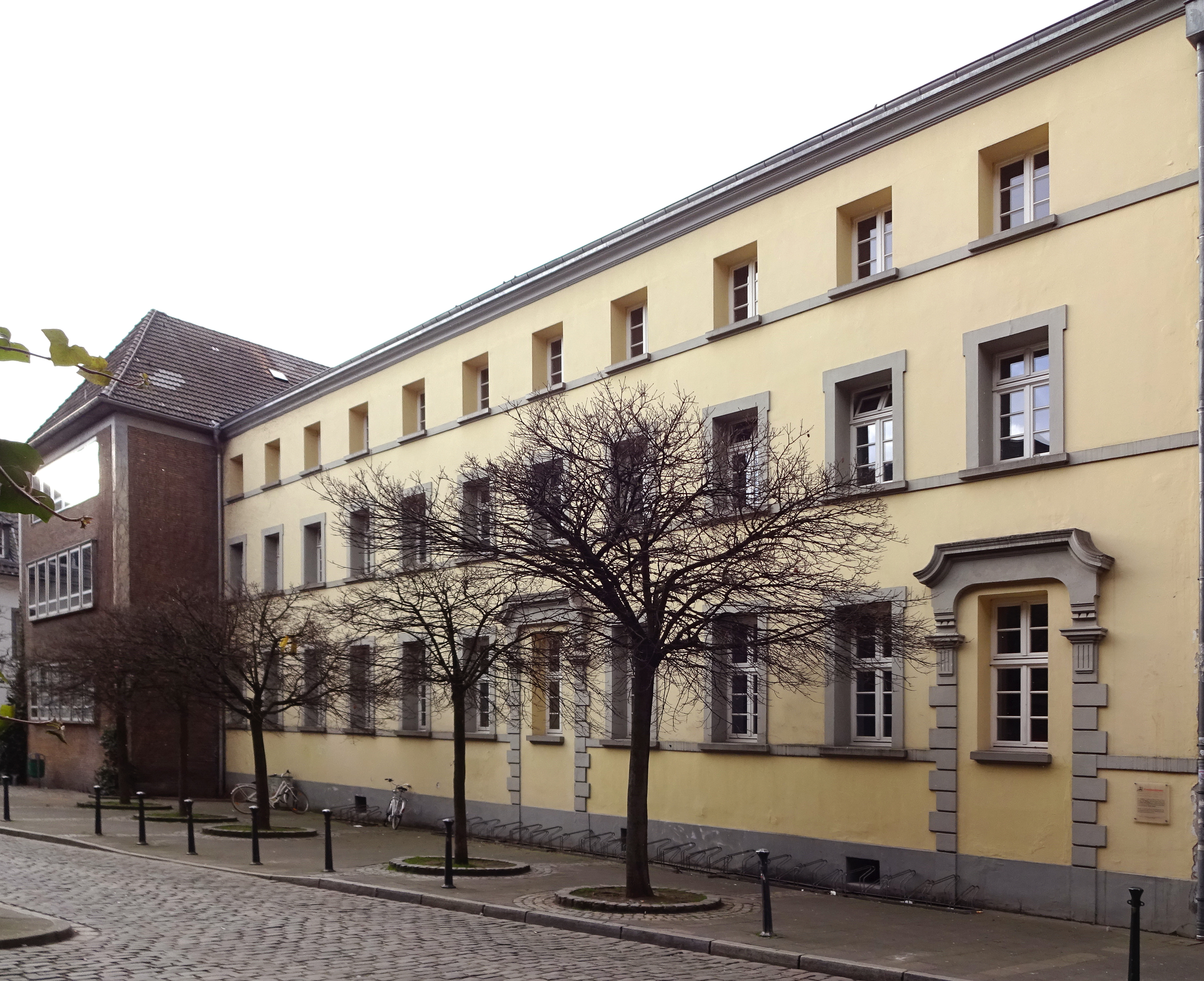
Fassade des Konventgebäude, Ritterstraße 14 (2018)

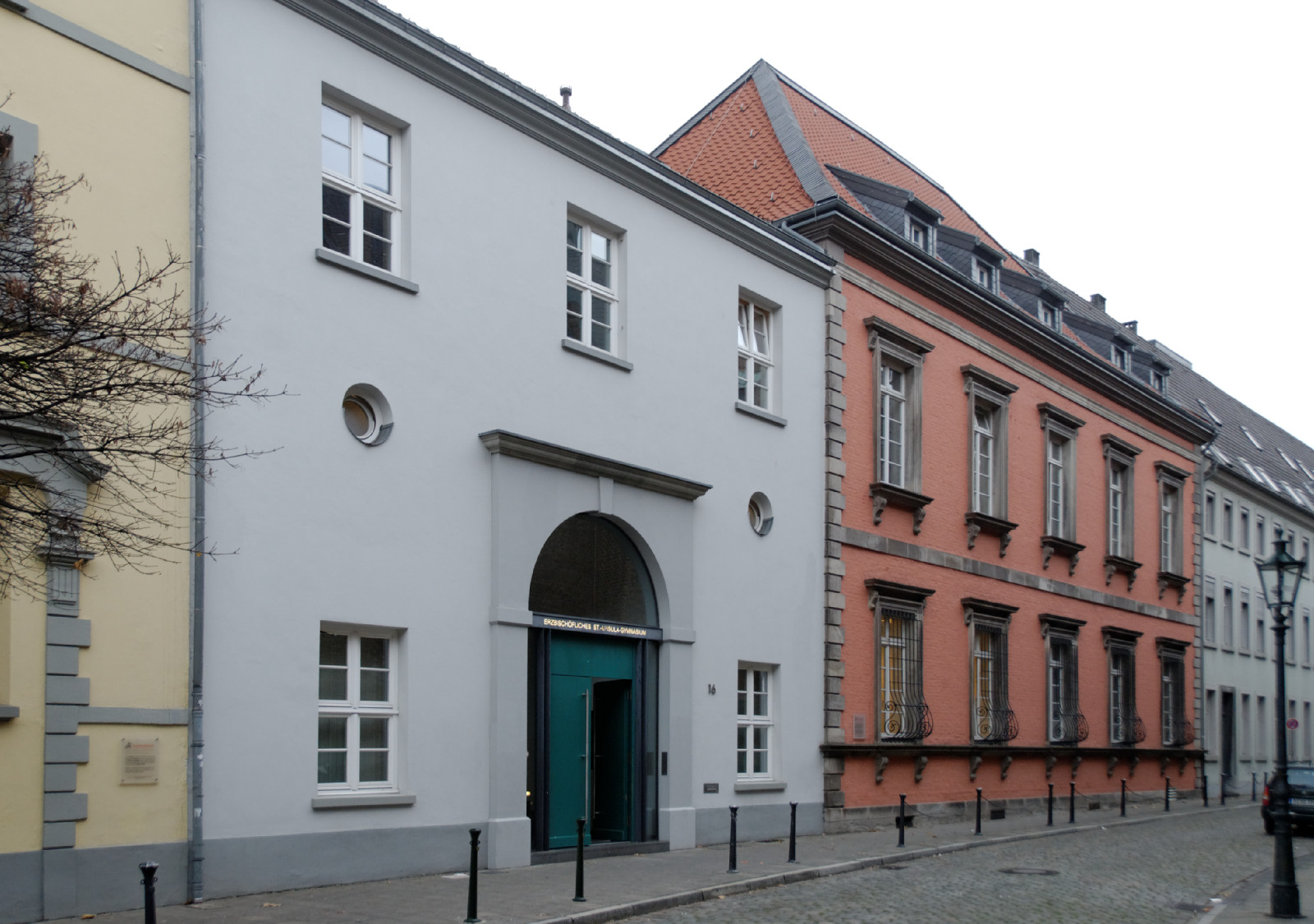
Ritterstraße 16 und 16a

Das Konventgebäude und die schlichte, aber sehr schön proportionierte „Herz-Jesu-Kapelle“ wurden, mit Unterbrechungen, in den Jahren 1685 bis 1700 errichtet und prägten das Straßenbild der Ritterstraße bis zum Zweiten Weltkrieg, in dessen Verlauf beide Gebäude schwer beschädigt wurden. Die noch heute sichtbare stufige Fluchtlinie zur Ritterstraße hin beruht auf den vorspringenden Eckbau der ehemaligen „Herz-Jesu-Kapelle“ der Ursulinen. Diese war schmucklos flach gedeckt mit rundum laufender Empore. Das Kloster- und Schulgebäude schloss sich nach Osten als drei Stockwerke hoher und elfachsiger Bau an die Kapelle an. Errichtet wurde das Gebäude über einem gewölbten Keller, gefertigt aus Ziegeln und nicht verputzt, so wie die Josephskapelle der Karmelitinnen am Emilie-Schneider-Platz. Ein Teil der Fassade des Konventgebäudes blieb bis heute, in verputztem Zustand, erhalten. Die Ursulinengasse wurde erst nach der Grundsteinlegung des Ursulinenklosters eröffnet.
Laut Protokoll von 1813 des Oberschulinspektors Friedrich Hirsch, erster bergischer Landesbeamter für das Schulwesen, waren „im untern Stockwerke zwei kleine Stuben, eine Arbeitstube, ein Speisezimmerchen und Lehrzimmer, Ansprachzimmer, Küche, Oratorium und Speisezimmer für die Conventualinnen. Im mittlern Stockwerk Krankenzimmer für die Conventualinnen und für die Pensionäre, sieben Zellen für die Geistlichen. Im obern Stockwerk vier Zellen für Geistliche, Noviziat, sieben Schlafgemächer für Pensionäre.“
Die Ruine der Kapelle (1943 durch einen Brand zerstört) wurde durch einen, in ihren Ausmaßen vergleichbaren, Neubau ersetzt, der heute entlang der Ursulinengasse steht.
1958 wurde eine Kapelle, entworfen vom Architekten Wolfgang Pauen, die sich in der Etage über dem heutigen Lehrerzimmer befand, eingeweiht. Nach der Kernsanierung des Klostertraktes 1998/1999 musste die Kapelle Klassenräumen weichen. Das dreiteilige Glasfenster dieser ehemaligen Klosterkapelle, mit Glasmalereien aus der Legende der Heiligen Ursula, wurde 2017 im Verwaltungstrakt als Hinterglasbeleuchtung angebracht.
Der barocke Kirchenschatz mit wertvollen, von den Ursulinen bestickten Messgewändern und Monstranzen aus dem 17. und 18. Jahrhundert haben ihren Ort auf der Empore der früheren Hofkirche  St. Andreas gefunden und können seit Ende 2015 im Rahmen der monatlichen Schatzkammerführungen besichtigt werden. Vier Porträts von Düsseldorfer Bürgern aus dem 18. Jahrhundert aus dem ehemaligen Ursulinenkloster hat das Stadtmuseum Düsseldorf als Dauerleihgabe von den Schwestern übernommen.
Der Gebäudekomplex an der Ritterstraße dient, samt einem umfangreichen Neubau, bis heute dem erzbischöflichen St.-Ursula-Gymnasium als Schule.

## Geschichte

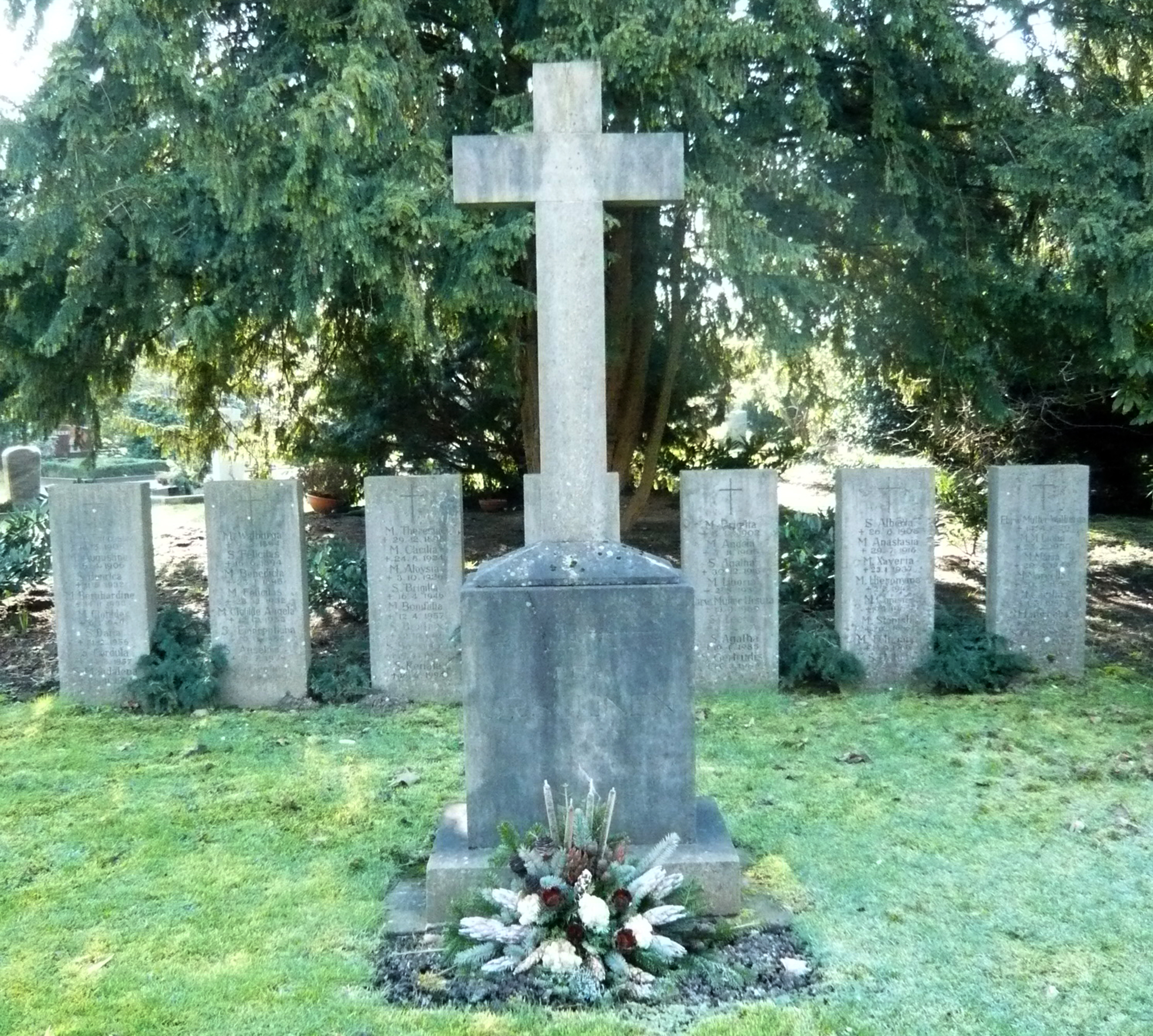
Grabanlage der Ursulinen auf dem Nordfriedhof Düsseldorf

In seinem Ursprung geht der Ursulinenorden auf die „Gesellschaft der heiligen Ursula“ („Compagnia di santa Orsola“) zurück, die 1535 von Angela Merici in Brescia (Oberitalien) gegründet wurde. Aus dieser Laiengemeinschaft entwickelte sich der Schulorden der Ursulinen.
1639 kamen die ersten Ursulinerinnen über Bordeaux und Lüttich nach Köln und die „Gesellschaft der heiligen Ursula“ wurde in einen Orden päpstlichen Rechts umgewandelt. Im Jahre 1677 beabsichtigten die Aachener Ursulinen in Düsseldorf, ein Tochterkloster zu gründen. Als drei Jahre später Schwierigkeiten auftraten, drei Schwestern waren gestorben, wurde die Gründung im Jahr 1681 dem Kölner Ursulinenkloster übertragen.
Die erste Aussage über die Durchführung von schulischen Unterweisungen der Ursulinen in Düsseldorf ist datiert auf den Juli 1679. Ausgegangen war die Initiative bereits vom Landesherrn Philipp Wilhelm von Pfalz-Neuburg, der auf die Hebung des Bildungsniveaus in seiner Residenzstadt drang. Im Jahre 1658, zwei Jahre vor dem Antritt der Regentschaft Johann Wilhelm („Jan Wellem“), ließ sich die Ordensgemeinschaft der Ursulinerinnen in Düsseldorf nieder. Sie nutzten zuerst bereits vorhandene Bürgerhäuser in der nördlichen Altstadt, die sich jedoch rasch als zu klein erwiesen. Kaiserin Eleonore, älteste Schwester Jan Wellems, votierte zugunsten der Ursulinen für einen Neubau, sodass dieser dem Konvent 1684 einen Teil des Neubaugrundstücks im Bereich der heutigen Ritterstraße übertrug. Das Gebiet hinter der Altestadt war für die Stadterweiterung neu angelegt worden und wurde nach der Anlage des neuen Festungswerkes auch Neues Werk genannt.
Weihnachten 1681 wurde für die Gemeinschaft der Düsseldorfer Ursulinerinnen die päpstliche Klausur eingerichtet und damit konnte das klösterliche Leben im autonomen Kloster, im Zusammenschluss der Föderation deutschsprachiger Ursulinen, beginnen. Bis Oktober 1686, dem provisorischen Bezugsdatum des neuen Gebäudes, errichteten die Ursulinen auf dem Gelände ein Klostergebäude, das zugleich als Wohnhaus, Kapelle und als Schullokal dienen musste. Das eigentliche Klostergebäude wurde erst 1688 fertiggestellt. Architekt war vermutlich der Venezianer Matteo Alberti, der unter anderem auch die „Herz-Jesu-Kapelle“, die örtlich vom Klostergebäude getrennte Klosterkirche, der Ursulinen entworfen hatte. 1702 wurde die Ursulinerinnenkirche, laut Paul Clemen, „eine schmucklos flachgedeckte Kapelle mit rundum laufender Empore und einem weiß-goldenen Altar in Rokokoform“, erbaut.
Die ersten vollständig namentlich bekannten Leiterinnen von Kloster und Schule waren Oberin „Mère Claire Magnée“, Gründerin der Ursulinen-Niederlassung in Düren (bis 1681), die aus Köln kommende Oberin „Mère Johanna Cordula Bonhomme“, auch bekannt unter Maria Johanna Cordula (bis 1705) und „Mère Christine Weidenfeld“ (als Präfektin bis 1702). Abigail, die Patentochter von Anna Maria Luisa de’ Medici, der zweiten Ehefrau Jan Wellems, nahm in Verehrung ihrer Patentante den Ordensnamen „Mère Anna Maria Luisa“ an und war von 1741 bis 1751 Oberin der Düsseldorfer Schwesterngemeinschaft.
Zu allen Zeiten hatten sich die Ursulinen nach dem Vorbild ihrer Stifterin für Menschen in Not eingesetzt und sich besonders der Erziehung und Ausbildung junger Menschen gewidmet, auch als es für Mädchen noch kaum Bildungsmöglichkeiten gab. So unterhielten die Ursulinen von Anfang an zwei Schulen. Eine damals „äußere Schule“, auch deutsche Schule genannt, die sich vornehmlich um die Kinder der Stadtbevölkerung bemühte und eine Art Elementarbildung vermittelte. Hier war, außer den Beiträgen zur winterlichen Heizung und gelegentlichen Spenden, der Unterricht unentgeltlich. Und eine sogenannte „innere“ oder „französische Schule“, die zeitweise auch mit einem Pensionat, mit jährlichen Kosten, verbunden war. Die letztgenannte Schule besuchten ausschließlich Töchter der Beamtenschaft und des Hofpersonals.
Anfänglich wurde der Unterricht in angemieteten Räumen durchgeführt. Mit dem Bau des Klostergebäudes war erstmals ein eigener Schulraum vorhanden. Die ersten selbständigen Schulgebäude befanden sich an der Ursulinengasse, zwischen Ritterstraße und Reuterkaserne. Vermutlich wurden diese einfachen Gebäude zeitgleich mit der „Herz-Jesu-Kapelle“ der Ursulinen errichtet. 1707 wurde eine „newe auswendige schul“ gebaut, ein Fachwerkbau mit Verschieferung. 1724 musste diese erweitert werden.
Ab der Mitte des 18. Jahrhunderts setzte ein Niedergang von Kloster und Schule der Düsseldorfer Ursulinen auf Grund der schlechten finanziellen Lage ein. Die Stadt bestand von Anfang an darauf, dass nur die Gelder, die Novizinnen mit ins Kloster brachten, und Einnahmen aus den Schulen für den Unterhalt Verwendung finden sollten. 1756, nach Beschießung der Stadt am 29. Juni, löste sich der Konvent für einige Zeit auf, weil die Schwestern sich in verschiedene rheinische Orte retten mussten. Den 1779 notwendig werdenden Neubau des Schulgebäudes finanzierten die Schwestern durch Kollekten, welcher dann 1781 errichtet wurde. 1792 lebten zahlreiche französische Emigranten, Geistliche, aber auch 35 Kinder im Kloster. Die Bombardierung und den Stadtbrand im Oktober 1794 erlebten die Schwestern und Pensionäre auf der Flucht nach Derendorf. Die Besetzung und anfänglichen Plünderungen der Stadt bezahlten die Ursulinen mit dem Verlust ihres Kirchensilbers.
Die größte Gefährdung für den Bestand der Ursulinenschulen ging jedoch von der staatlichen Schulpolitik aus, die Teil einer gesamtstaatlichen Finanz- und Reorganisationspolitik war, und von den Säkularisationsbestrebungen, die als sogenannte „Vorsäkularisationen“ noch im 18. Jahrhundert einsetzten. Doch anders als die Coelestinerinnen in der Ratinger Straße und die Karmelitinnen in der Altestadt stellten die Ursulinen keinen kontemplativen Orden dar. Sie hatten sich von Anfang an der Mädchenschulbildung verschrieben, entgingen daher um 1802 auch der Aufhebung ihrer Düsseldorfer Niederlassung durch die Säkularisation und konnten ihre praktische und nach außen wirksame Arbeit weiter betreiben.
Im 19. Jahrhundert wurde nochmals ihr Bestand durch den Kulturkampf zwischen Preußen und der katholischen Kirche gefährdet. Durch neue nur kurzfristig geltende preußische Gesetze im Rahmen dieses Kulturkampfes für Orden und Kongregationen wurden Aktivitäten für katholische Orden und Ordensschulen in Preußen vom 31. Mai 1875 bis 1. Oktober 1875 stark eingeschränkt. Dies betraf auch den Orden der Ursulinen und ihre Schule. Die Mitglieder des Ordens wurden aus Düsseldorf und Preußen vertrieben. Die Ursulinen verließen am 1. Oktober 1875 die Stadt. Das Klostergebäude und die geschlossene Schule erwarb eine vorausschauende Gruppe von Düsseldorfer Bürgern, die die Immobilien bis zur Rückkehr des Ordens vorhielten. 1888 kehrte der Orden zurück und der Schulbetrieb der „Höheren Mädchenschule“ wurde wieder aufgenommen.
Während des Zweiten Weltkriegs wurden große Teile der Schulgebäude, des Klosters und der Klosterkirche zerstört. Nachdem die Schulen im Herbst 1945 wieder ihre Arbeit hatten aufnehmen dürfen, begann St. Ursula mit 45 Schülerinnen. Erst zu diesem Zeitpunkt wurde Französisch als erste Fremdsprache durch Englisch ersetzt.
Die Ursulinen gaben ihr Kloster in der Düsseldorfer Altstadt 1981 auf. Die Schule wurde in die bischöfliche Trägerschaft übergeben und das Klostergebäude 1998/1999 kernsaniert. Die letzten Ursulinen der Ritterstraße verbrachten ihren Lebensabend im Kölner Seniorenstift. Das Konvent der heutigen „Ursulinen-Kongregation Düsseldorf“ befindet sich in Kaarst.

## Ausbildung
Die Schwestern der Ursulinen führen ihr Leben nach den drei Gelübden um des Gottesreiches willen: Ehelosigkeit, Armut und Gehorsam.
Die ersten Jahre der Ursulinen bis zur endgültigen Aufnahme durch die Gelübde auf Lebenszeit dienen der Gemeinschaft und der einzelnen Schwester zur gegenseitigen Erprobung. Diese Jahre werden eingeteilt in Postulat, Noviziat und Juniorat. Im Postulat kann eine berufliche Ausbildung begonnen bzw. fortgesetzt werden. Während des Noviziates können Praktika und Studien auch außerhalb des Hauses durchgeführt werden. Und Frauen, die bereit sind, im Sinne der Stifterin Angela Merici ihr Leben zu gestalten, können sich der Gemeinschaft als Aggregierte anschließen.

## St. Ursula Verein
Einer der ältesten Wohltätigkeitsvereine der Stadt Düsseldorf, der St. Ursula Verein, engagierte sich auf dem Gebiet der Wöchnerinnenfürsorge. Ab 1841 verteilten die Damen des Vereins Suppen an kranke und bedürftige Frauen und speziell an Wöchnerinnen. Ab den 1860er Jahren gehörte auch das Verteilen von Säuglingswäsche zu seinen Aufgabengebieten. Im Jahre 1924 stellte er seine Tätigkeit ein. In diesem Zeitraum hatten seine Mitglieder in einigen Jahren durchschnittlich 150 Portionen Suppe am Tag verteilt.